# Sei Nangka
Sei Nangka is een bestuurslaag in het regentschap Asahan van de provincie Noord-Sumatra, Indonesië. Sei Nangka telt 4011 inwoners (volkstelling 2010).